# Preserje, Braslovče
Preserje je naselje v Občini Braslovče.